# Heteroatoom
Een heteroatoom is in de organische chemie een atoom, anders dan koolstof of waterstof, dat in de structuur een plaats inneemt waar zich ook een C-atoom kan bevinden. Veel voorkomende heteroatomen zijn stikstof, zuurstof, fosfor en zwavel. Heteroatomen spelen een belangrijke rol in de stabiliteit van het molecuul.
Niet elk element kan als heteroatoom optreden; het moet:
- meerwaardig zijn (anders stopt de keten bij dat atoom)
- covalente bindingen kunnen vormen met koolstof

Heteroatomen komen onder andere voor in thiofeen (zwavel), adenine (stikstof) en coumarine (zuurstof). Hoewel heteroatomen doorgaans niet-metalen zijn, kunnen ook enkele metalen als heteroatoom optreden, zoals lood en tin in de organometaalverbindingen tetra-ethyllood en tributyltinhydride.

## Voorbeelden
Benzeen is een cyclische koolwaterstof, bestaande uit een vlakke ring van 6 koolstofatomen. Als in benzeen een koolstofatoom vervangen wordt door een heteroatoom van stikstof ontstaat pyridine. In pyrimidine is nog een koolstofatoom door een stikstofatoom vervangen.

## Verbindingen
- Heterocyclische verbinding
- Heterocyclische aromatische verbinding